# 남해해성고등학교
남해해성고등학교(南海海城高等學校)는 대한민국 경상남도 남해군 남면 평산리에 있는 사립 고등학교이다.

## 학교 연혁
- 1946년 3월 5일 : 해성학원(海城學園) 발족
- 1948년 9월 1일 : 남면 선구리에서 해성학원 설립
- 1951년 11월 29일 : 학교법인 해성학원 설립인가
- 1972년 12월 13일 : 해성종합고등학교 설립인가
- 1973년 3월 1일 : 제1대 김차옥 교장 취임
- 1973년 3월 5일 : 제1회 입학식
- 1973년 3월 15일 : 해성종합고등학교 개교
- 1973년 10월 12일 : 남해해성고등학교로 교명변경
- 1976년 2월 25일 : 제1회 졸업식(졸업생 92명)
- 1996년 12월 6일 : 동백관 준공
- 1997년 10월 20일 : 다목적 교실(해천관) 준공
- 2002년 12월 3일 : 생활관 준공
- 2004년 3월 1일 : 농어촌 자율학교 지정
- 2004년 12월 7일 : 학교 직영 축구부 창단
- 2006년 3월 28일 : 제15대 이중명 이사장 취임
- 2007년 7월 20일 : 덕일드림학사(기숙사) 준공
- 2008년 5월 10일 : 운동장(위) 천연잔디 구장 조성
- 2019년 7월 2일 : 제2기숙사(덕일 드림학사 신관) 준공
- 2023년 1월 5일 : 제48회 졸업식(졸업생 누계 4,391명)
- 2023년 3월 1일 : 제51회 입학식(92명 4학급)
- 2023년 3월 1일 : 제12대 고정현 교장 취임
- 2024년 9월 2일: 제 13대 백종기 교장 취임

## 참고 자료
- 남해해성고등학교 - 한국교육학술정보원 학교알리미